# Ruwajs (biskup)
Ruwajs (wł. Muchtar Fahmi Al-Minjawi, ur. 1939 w Mit Ghamr) – duchowny Koptyjskiego Kościoła Ortodoksyjnego, od 1977 biskup pomocniczy Patriarchatu Aleksandryjskiego.

## Życiorys
30 października 1963 złożył śluby zakonne w monasterze Syryjczyków. Święcenia kapłańskie przyjął 2 stycznia 1966. Sakrę biskupią otrzymał 29 maja 1977.